# Южноамериканские копытные
Южноамериканские копытные (лат. Meridiungulata) — ранее выделявшийся надотряд вымерших плацентарных млекопитающих, населявших в кайнозое (включая плейстоцен) Южную Америку. По современным представлениям, южноамериканские копытные, скорее всего, являются полифилетической группой, объединяющей клады различного происхождения.

## Морфологические особенности
Из-за географической изоляции Южной Америки в период кайнозоя среди южноамериканских копытных произошло существенное расслоение их представителей и занятие разных экологических ниш. Существовали виды, напоминавшие вследствие конвергентной эволюции современных лошадей, верблюдов и носорогов, не будучи их родственниками. Общими признаками южноамериканских копытных оставалось строение зубов и наличие копыт. Как правило, эти животные были растительноядными и питались, в зависимости от среды обитания, различными видами растений.

## Эволюционная история
Географическая изоляция южноамериканского материка привела к развитию очень своеобразной фауны млекопитающих, сопоставимой с фауной Австралии. В Южной Америке были широко представлены сумчатые, неполнозубые и южноамериканские копытные. Грызуны и приматы появились лишь позже, вероятно в олигоцене. Предположительно, они пересекли тогда ещё намного меньший Атлантический океан на обломках древесины.

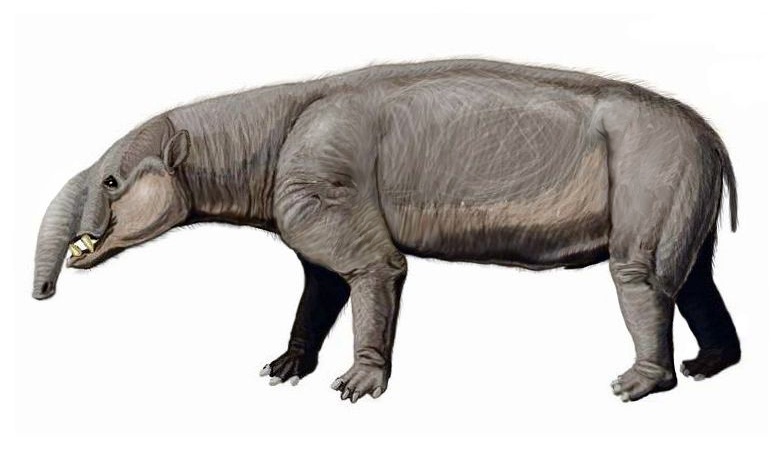
Астрапотерий

Около 2,5 миллионов лет назад возник Панамский перешеек, создавший сухопутное сообщение между Южной и Северной Америкой, через который пошёл обмен фауной. Многочисленные таксоны, встречавшиеся ранее лишь на северном континенте, проникли в Южную Америку, что имело фатальные последствия. Более совершенные верблюды, лошади и олени вытеснили южноамериканские виды, не исключено, что важную роль сыграли и новые хищники, в том числе кошачьи и псовые. Некоторые коренные виды, такие как макраухения, тем не менее, сохранились до конца плейстоцена.

## Систематика

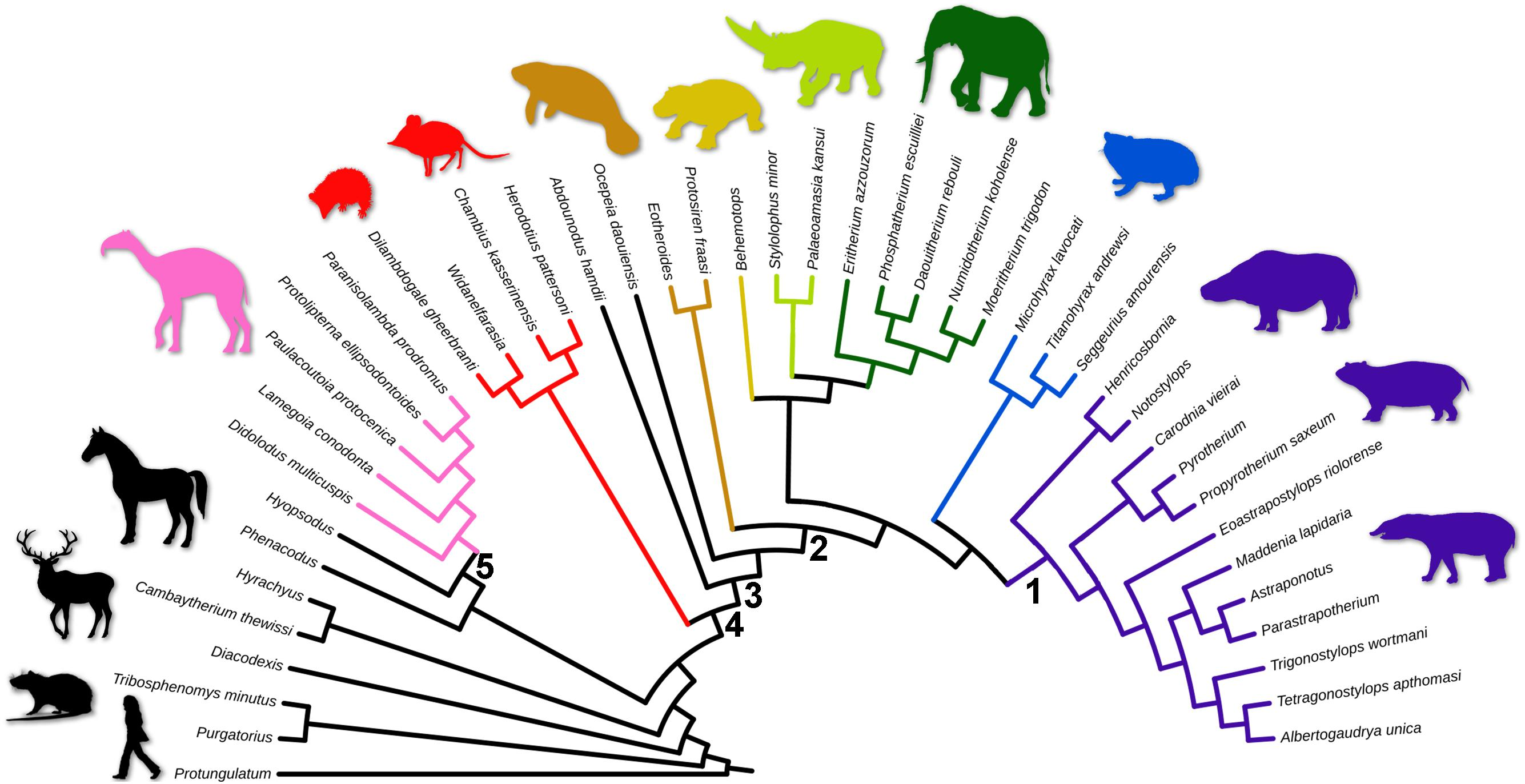
Кладограмма по анализу Л. С. Авиллы и Д. Моте (2021).
1 — Sudamericungulata;
2 — Paenungulata;
3 — Paenungulatomorpha;
4 — Afrotheria;
5 — Panameriungulata.
Litopterna + “Didolodontidae”
Afroinsectivora
Sirenia
Desmostylia
Embrithopoda
Proboscidea
Hyracoidea
Sudamericungulata

Из-за копыт на ногах южноамериканских копытных ранее объединяли с другими похожими животными в группу копытных (Ungulata). Генетические исследования последних лет показали, однако, что копытные не имеют общего происхождения, а их сходство вызвано приспособлением к схожей окружающей среде. Так как современные копытные развились из двух различных групп млекопитающих: лавразиатериев и афротериев, выдвигались гипотезы, что южноамериканские копытные произошли от неполнозубых или кондилартров. Проблема заключается в том, что сравнения ДНК, которые бы могли подтвердить или опровергнуть эту гипотезу, в случае вымерших видов почти невозможно провести, и происхождение южноамериканских копытных оставалось невыясненным. Кроме того, велись споры, являются ли они монофилетическим таксоном, то есть произошли ли они на самом деле от единого общего предка.
В 2015 году были опубликованы результаты анализа аминокислотной последовательности цепей α1 и α2 коллагена I типа, выделенных из костей макраухении (отряд литоптерн) и токсодона (отряд нотоунгулят). Согласно этим данным, макраухении и токсодоны образуют группу, сестринскую по отношению к непарнокопытным. Более позднее исследование (2021 г.) установило, что литоптерны и «Didolodontidae», объединяемые в кладу Panameriungulata, действительно являются близкими родственниками непарнокопытных, а значит входят в надотряд лавразиатерий (Laurasiatheria). Тем не менее исследователи пришли к выводу, что нотоунгуляты, астрапотерии, пиротерии и ксенунгуляты относятся к афротериям (Afrotheria) — совершенно иной ветви плацентарных млекопитающих. По результатам филогенетического анализа, перечисленные таксоны образуют кладу, названную Sudamericungulata, которая оказалась сестринской по отношению к даманам (Hyracoidea). Таким образом, южноамериканские копытные, вероятно, являются полифилетической группой.

### Классификация

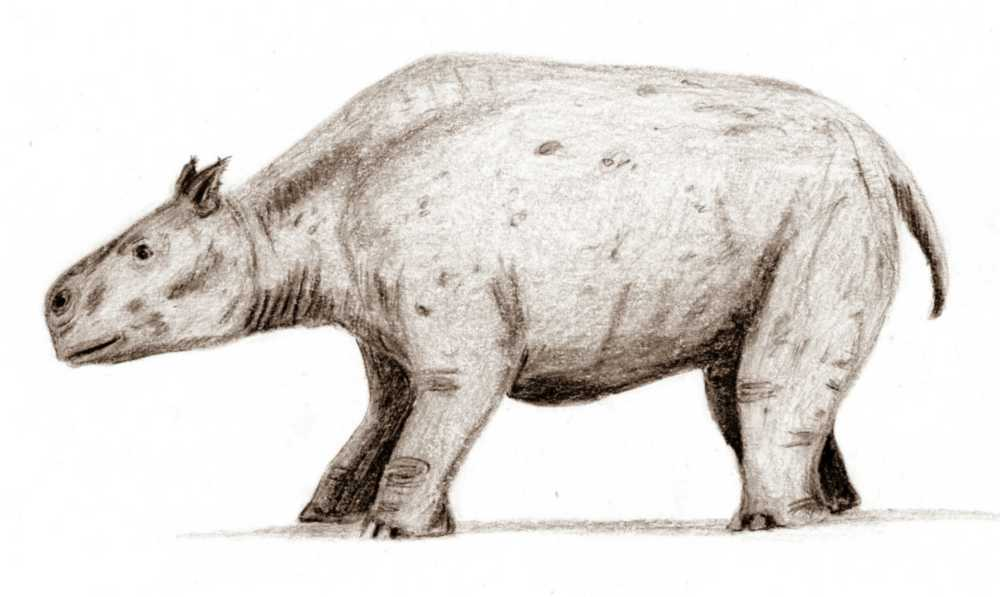
Токсодон

Южноамериканские копытные делятся, как правило, на пять вымерших отрядов:
- Литоптерны (Litopterna) — животные, внешне напоминавшие лошадей или верблюдов. Среди наиболее известных представителей находится макраухения
- Нотоунгуляты (Notoungulata) — наиболее разветвлённый и разнообразный отряд, в котором были животные, похожие и на носорогов, и на грызунообразных
- Астрапотерии (Astrapotheria) — довольно крупные животные, сохранившиеся до миоцена.
- Пиротерии (Pyrotheria) — крупные животные, благодаря бивням напоминавшие слонов.
- Ксенунгуляты (Xenungulata) — древняя, довольно примитивная группа, известная только из палеоцена.